# Elecciones provinciales de Tucumán de 1928
Las elecciones generales de la provincia de Tucumán de 1928 tuvieron lugar el domingo 22 de enero del mencionado año con el objetivo de renovar la gobernación para el período 1928-1932. Fueron las quintas elecciones provinciales tucumanas que tenían lugar desde la instauración del sufragio secreto en Argentina. Bajo el sistema electoral entonces vigente, debían elegirse 56 escaños de un Colegio Electoral Provincial, que se encargaría de elegir al Gobernador por mayoría absoluta de sus miembros.
Durante el mandato de Miguel Mario Campero, de la Unión Cívica Radical (UCR), se había producido un cisma en el seno de su partido entre los radicales favorables al ex presidetne Hipólito Yrigoyen, líder a nivel nacional, y los opositores a él, denominados "antipersonalistas". Campero pertenecía al sector yrigoyenista, y apoyó la candidatura de José Graciano Sortheix, mientras que el antipersonalismo presentó a Pedro Gregorio Sal como abanderado. El conservadurismo provincial postuló al ingeniero José Padilla, del Partido Liberal, en un frente político con el Partido Socialista Independiente (PSI) y el partido local gobernante de la capital, San Miguel de Tucumán, Defensa Comunal (DC), de Juan Luis Nougués. El Partido Agrario, fuerza de carácter minoritario, presentó a Gregorio Aráoz Alfaro, por su parte, el Partido Socialista (PS) se encontraba debilitado por la irrupción del socialismo independiente, presentó nuevamente la candidatura de Mario Bravo.
En última instancia, Sortheix obtuvo un resonante triunfo con el 55.19% del voto popular y 35 de los 56 escaños del Colegio Electoral, garantizándose rápidamente la gobernación. Padilla logró evitar que el antipersonalismo arrebatara el papel opositor al conservadurismo con un 31.44% (31.00% a los partidos conservadores y 0.44% al socialismo independiente) y 16 electores. Sal, por su parte, sufrió una aplastante derrota al obtener solo un magro 6.20% y 2 electores. Aráoz Alfaron no obtuvo electores y recogió el 4.99% de las preferencias, seguido por Bravo con un 2.18%, que al menos logró capitalizar casi la totalidad del voto socialista por sobre el socialismo independiente. La participación fue del 68.92% del electorado registrado. Los cargos electos asumieron el 14 de mayo.
Sortheix no pudo finalizar su mandato constitucional ya que fue depuesto con la intervención federal de la provincia tras el golpe de Estado del 6 de septiembre de 1930.

## Resultados
|  | 55.19 % |

|  | 31.44 % |

|  | 6.20 % |

|  | 4.99 % |

|  | 2.18 % |

|  | 98.23 % |

|  | 1.20 % |

|  | 0.57 % |

|  | 100.00 % |

|  | 68.92 % |